# PS Barito Putera

O Persatuan Sepak Bola Barito Putera é um clube de futebol indonésio com sede em Banjarmasin. A equipe compete no Campeonato Indonésio de Futebol.

## História
Barito Putera foi formado com a esperança de avançar no futebol da província de Bornéu do Sul. Nascido por iniciativa de Abdussamad Sulaiman, um empresário local, que na época estava arriscando sua vida no Hospital Pondok Indah Jacarta, porque estava enfrentando uma operação importante.
Na competição de Galatama de 1988, Barito só conseguiu pousar na posição 18. Barito não pôde competir com as equipes de beijo que haviam amadurecido antes.
Na primeira edição da Ligina, temporada 1994/95, foi uma temporada inesquecível para os fãs de Barito. A equipe que chegou às semifinais de Ligina caiu quando enfrentou Persib Bandung 0-1 no Estádio Bung Karno, em Jacarta.
Em 2010, Barito terminou em oitavo em Divisi I e foi promovido à Primeira Divisão da Liga Indonésia. Barito alcançou a casta mais alta, como campeão da Primeira Divisão de 2011/12, atingindo Persita Tangerang por 2 a 1 no Estádio Manahan, Solo.
2013 é a primeira temporada de Barito no mais alto nível do futebol indonésio da história.